# Рейбрук, Гвидо
Гвидо Рейбрук (нидерл. Guido Reybrouck;  род. 25 декабря 1941,  Брюгге, провинция Западная Фландрия, Бельгия) — бельгийский профессиональный шоссейный велогонщик в 1964-1973 годах. Чемпион Бельгии по шоссейному велоспорту в групповой гонке (1966).  Имя велогонщика носит ежегодная юниорская велогонка «Классика Гвидо Рейбрука», проводящаяся с 2006 года в окрестностях  бельгийского города Дамме.

## Достижения
1962
3-й Тур Бельгии (любители)
1964
1-й Париж — Тур
1-й Чемпионат Цюриха
1-й — Этап 2 Тур Пикардии
2-й Tour du Nord
2-й Tour du Loir-et-Cher
1965
1-й Кюрне — Брюссель — Кюрне
1-й — Этап 4 Тур Бельгии
1-й — Этапы 6 и 10 Тур де Франс
2-й Париж – Люксембург
4-й Париж — Тур
6-й Омлоп Хет Ниувсблад
8-й Милан — Сан-Ремо
1966
1-й  Чемпион Бельгии — Групповая гонка
1-й Париж — Тур
1-й — Этап 2 Тур де Франс
2-й Три дня Западной Фландрии
4-й Тур Фландрии
7-й Чемпионат мира — Групповая гонка (проф.)
7-й Париж — Брюссель
9-й Супер Престиж Перно
1967
1-й — Этапы 4 и 9 Тур де Франс
1-й — Этап 1а Вуэльта Испании
1-й — Этапы 1 и 3 Париж — Ницца
1-й Elfstedenronde
7-й Тур Фландрии
DNF Чемпионат мира — Групповая гонка (проф.)
1968
1-й Париж — Тур
1-й Circuit des frontières
1-й — Этапы 2 и 3b Неделя Каталонии
1-й — Этап 3 Джиро ди Сардиния
1-й — Этап 1 Вуэльта Каталонии
1-й — Этапы 3, 11 и 22 Джиро д’Италия
1-й — Этапы 2 и 3а (КГ) Париж – Люксембург
3-й Чемпионат Бельгии — Групповая гонка
7-й Супер Престиж Перно
9-й Париж — Рубе
1969
1-й Амстел Голд Рейс
1-й — Этапы 1b (КГ) и 13 Тур де Франс
1-й — Этап 3 Неделя Каталонии
2-й Trofeo Jaumendreu
4-й Чемпионат мира — Групповая гонка
8-й Чемпионат Цюриха
1970
Вуэльта Испании
1-й  — Очковая классификация
1-й  — Комбинированная классификация
1-й — Этапы 3, 7 и 8b
1-й — Этап 7а Париж — Ницца
1-й — Этап 3 Джиро ди Сардиния
2-й Париж – Люксембург
2-й Милан — Турин
3-й Париж — Тур
10-й Милан — Сан-Ремо
1971
1-й — Этап 4b Джиро ди Сардиния
1-й — Этап 3а Тиррено — Адриатико
1-й — Этап 4 Вуэльта Каталонии
2-й Сассари — Кальяри
3-й Гран-при Зоттегема
7-й E3 Харелбеке
8-й Омлоп Хет Ниувсблад
1972
1-й — Этап 4 Вуэльта Валенсии
4-й Омлоп ван Вест-Брабант
6-й Париж — Тур
1973
1-й — Этап 2а Тур Пикардии
1974
5-й Омлоп ван де Вламсе Схелдеборден
1976
4-й Омлоп ван хет Зёйдвестен

## Статистика выступлений

### Гранд-туры
| Гранд-тур                 | 1964 | 1965 | 1966 | 1967 | 1968 | 1969 | 1970 | 1971 | 1972 |
| ------------------------- | ---- | ---- | ---- | ---- | ---- | ---- | ---- | ---- | ---- |
| Джиро д’Италия            | 88   | —    | —    | —    | 52   | НФ   | НФ   | —    | —    |
| Тур де Франс              | —    | 54   | 53   | 42   | —    | 77   | —    | НФ   | НФ   |
| (c 2010 ) Вуэльта Испании | —    | —    | —    | НФ   | —    | —    | 49   | —    | —    |

| —  | Не участвовал  |
| НФ | Не финишировал |